# Willem Maurits de Brauw (1772-1841)
Willem Maurits de Brauw (Hulst, 23 april 1772 - 's-Gravenhage, 28 november 1841) was een Nederlands jurist en onder meer raad en schepen van Zierikzee en lid van de Vergadering van Notabelen.

## Familie
Jhr. mr. W.M. de Brauw, lid van de patricische en adellijke familie De Brauw, was een zoon van officier Cornelis de Brauw (1728-1804) en A.C.A. Paris (1746-1804). Hij was getrouwd met jkvr. Eva Maria van Breugel (1783-1866), lid van de familie Van Breugel, en werd op 26 augustus 1839 in de adelstand verheven; zij zijn daarmee de stamouders van alle adellijke leden van het geslacht De Brauw. Een zoon, Willem Maurits de Brauw (1810-1874), was werkzaam als lid van de arrondissementsrechtbank te Den Haag, later als officier van justitie en was lid van de eerste en Tweede Kamer der Staten-Generaal. Een andere zoon, Vincent Maximiliaan de Brauw, was kolonel in het Indische leger en ridder in de Militaire Willems-Orde. Zijn zwager was mr. R. baron van Breugel Douglas.

## Loopbaan
De Brauw studeerde rechten te Leiden en promoveerde daar in 1793. Hij werd nog in datzelfde jaar tot raad in de vroedschap van Zierikzee benoemd en was in 1794 en 1802 schepen in die stad. Hij week in 1799 eerst uit naar Duitsland en werd vervolgens cadet-sergeant bij de Hollandse Brigade in Engeland. In 1802 keerde hij terug naar de Nederlanden, waar hij in 1808 werd benoemd tot rentmeester der geestelijke goederen over Schouwen en Duiveland. Ook vanaf 1808 was De Brauw fiscaal van de middelen te water, een functie die met de inlijving bij het Franse Keizerrijk werd opgeheven. Vervolgens was hij van 1811 tot 1813 ontvanger van registratie en domeinen en hypotheekbewaarder te Zierikzee. In 1813 zou hij aan het hoofd gestaan hebben van de opstand tegen de Fransen in Zierikzee.
In 1814 was hij lid van de Vergadering van Notabelen voor het departement Monden van de Schelde.
In 1814 werd De Brauw benoemd tot directeur der registratie, zegel- en hypotheekrechten in Zeeland, wat hij bleef tot 1826. Van 1826 tot 1841 was hij directeur der Koninklijke Nederlandse Loterij te 's-Gravenhage.